# 雷蒙·凱斯·凱利
雷蒙·凱斯·凱利（Raymond Case Kelly，1942年2月16日—）是一位美國文化人類學家，曾在1960年代前往巴布亞紐幾內亞的特蘭福賴（Trans-Fly）區域進行民族誌研究，對艾托羅人已消逝的性文化有相當深入的調查。他的研究幫助世人瞭解文化如何塑造人類性行為，形構一個族群的社會關係。

## 經歷
凱利生於美國康乃狄克州的布里奇波特，是海倫·瓦卡拉·凱利（Helen Varkala Kelly）與羅蘭·李·凱利（Rowland Leigh Kelly）之子。他在1965年於芝加哥大學取得學士學位，1974年於密西根大學取得人類學博士學位，並於後者任教長達33年，於2002年退休。2005年，凱利獲聘為美國國家科學院院士。
凱利在1960年代末期為了撰寫博士論文，到大洋洲熱帶島國巴布亞紐幾內亞研究艾托羅人，與該族共同生活16個月之久。由於艾托羅人的性文化已遭基督教傳教士禁止，如今世人多半需透過他當時蒐集的資料，才能一窺艾托羅人已消逝的特殊文化風俗，瞭解該地區數十個部落所共有的一種儀式化同性性行為（ritualized homosexuality）。